# Tata Daewoo Commercial Vehicle
Tata Daewoo (официальное название Tata Daewoo Commercial Vehicle Company) -- производитель коммерческих автомобилей, находящийся в Кунсане, Республика Корея и являющийся подразделением Tata Motors. Это второй по величине производитель тяжёлых коммерческих автомобилей в Южной Корее.
Компания была создана в 2002 году как Daewoo Commercial Vehicle Co Ltd, после того как была выделена из материнской Daewoo Motors. В 2004 году была поглощена Tata Motors, крупнейшим в Индии производителем легковых автомобилей и коммерческой автотехники.
Tata Daewoo имеет производства по сборке грузовиков из крупноузловых комплектов в Индии и Пакистане. Tata Daewoo-Корея и Afzal Motors-Пакистан подписали соглашение о техническом сотрудничестве 12 декабря 2005 года в Пакистане. Завод Afzal Motors по SKD-сборке был открыт Премьер-министром Пакистана Шаукатом Азизом 8 января 2007 года. Afzal Motors ведёт сборку широкого спектра коммерческих автомобилей Daewoo, в том числе седельных тягачей, шасси и самосвалов. Tata Daewoo и Afzal Motors на следующем этапе собираются экспортировать грузовики Daewoo, собранные в Пакистане, в страны Ближнего Востока и Центральной Азии. 

## Модели

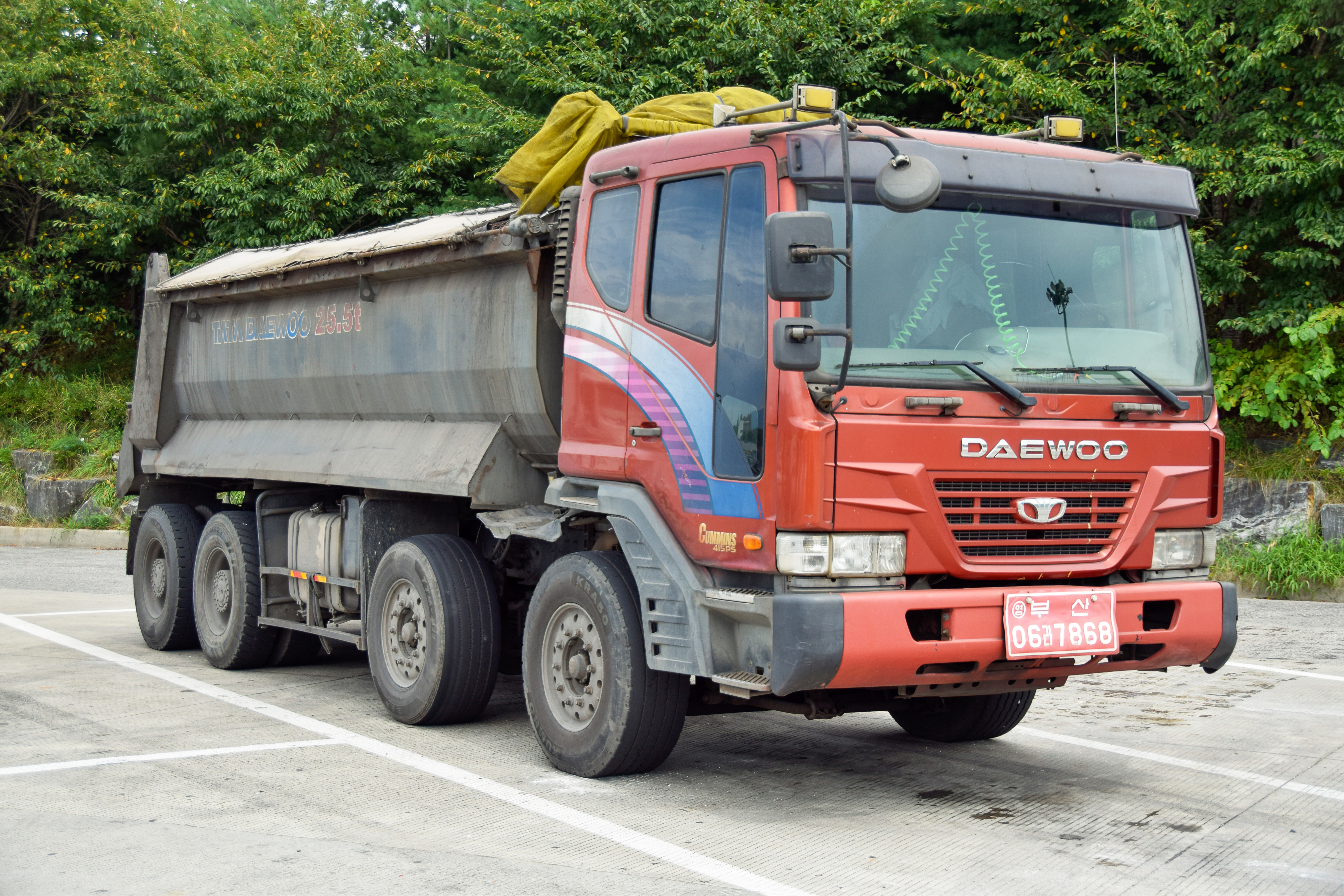
Tata Daewoo Novus 8x4

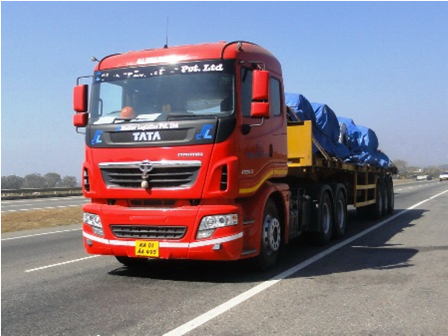
Tata Daewoo Prima

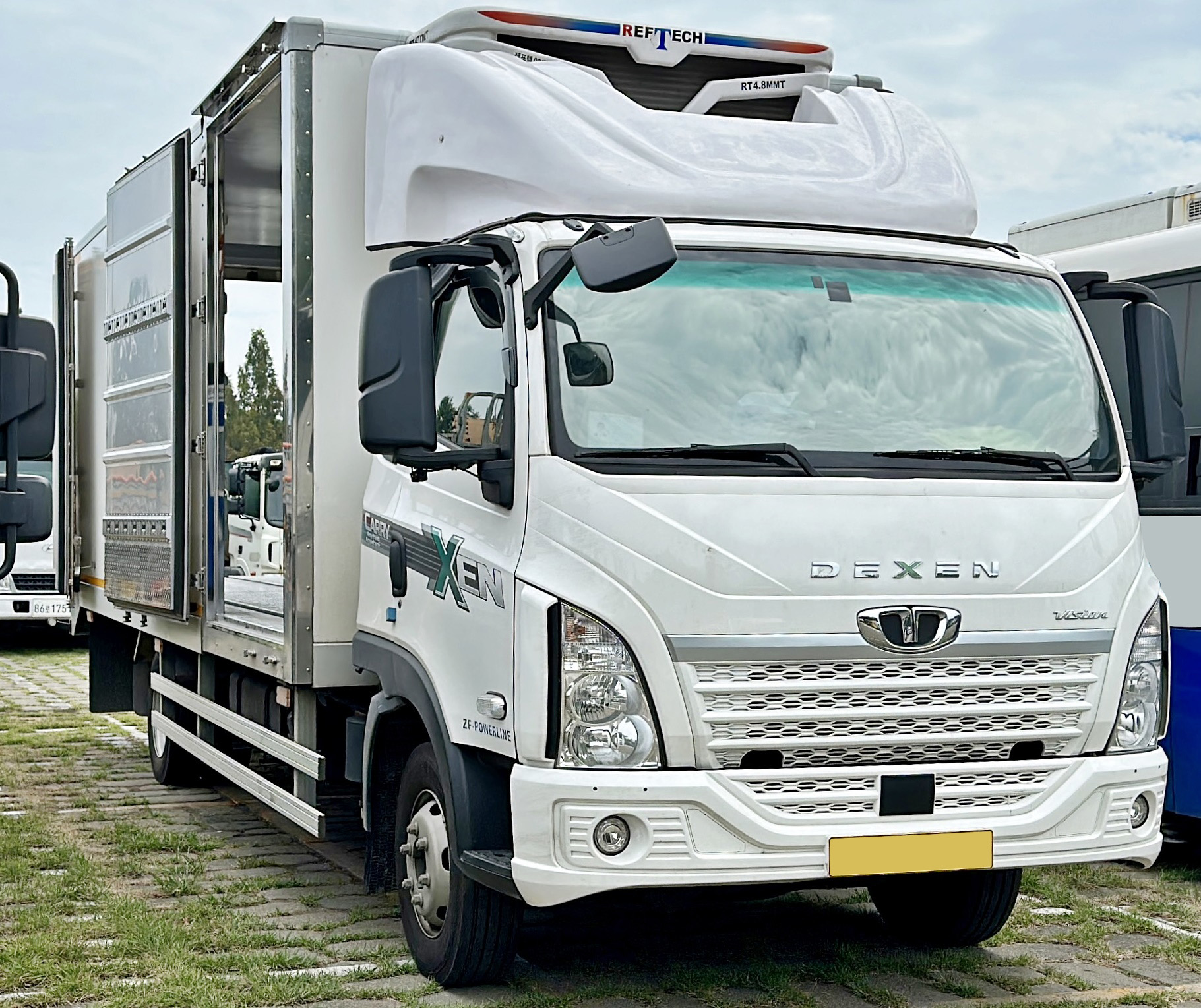
Tata Daewoo Dexen

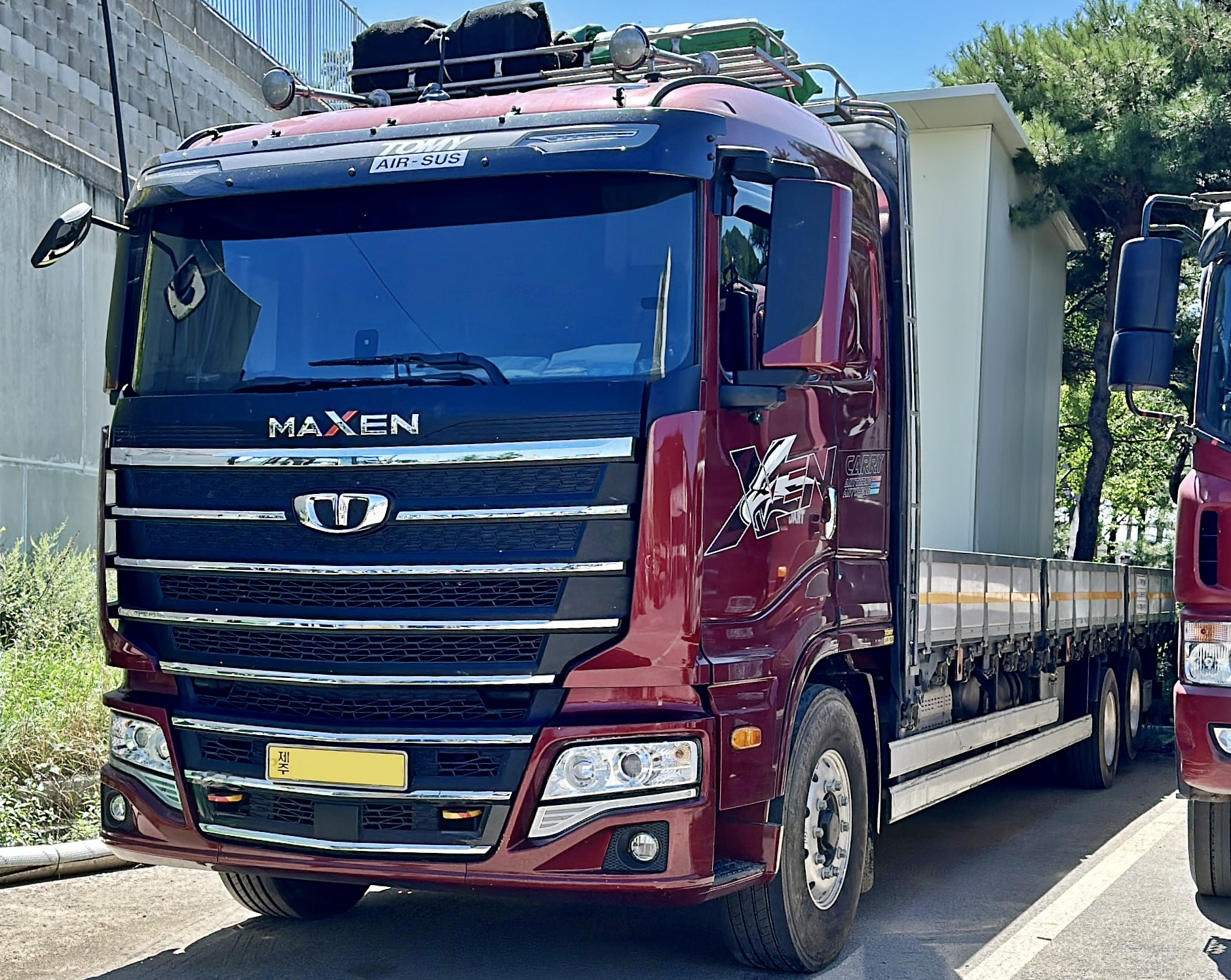
Tata Daewoo Maxen

### Нынешние
- серия Tata Daewoo Novus (2005 - )
- Tata Daewoo Dexen (2023 - )
- Tata Daewoo Maxen (2022 - )
- Tata Daewoo Kuxen (2022 - )

### Снятые с производства
- GMK/Chevrolet/Isuzu Truck (GM Korea Motor Company, 1971)
- SMC Truck Isuzu Truck (Saehan Motor Company, 1976)
- Elf Isuzu Truck (Saehan Motor Company, 1976)
- Daewoo Truck Isuzu Truck (Daewoo Motor Company, 1983)
- Elf New Model Isuzu Truck (Daewoo Motor Company, 1986)
- Daewoo Truck New Model (Daewoo Motor Company, 1986)
- Daewoo Truck Super New Model (Daewoo Motor Company, 1993)
- Daewoo Chasedae (Next Generation) Truck (Daewoo Motor Company, 1995)
- серия Tata Daewoo Prima (2008 - 2022 )

## Tata Daewoo в России
4 сентября 2013 года Tata Daewoo и Автотор заключили соглашение о сборке Tata Daewoo Prima. Первые грузовики должны поступить в продажу в марте 2014 года.